# Boyne River, Ontario
Boyne River är ett vattendrag i Kanada.   Det ligger i provinsen Ontario, i den sydöstra delen av landet, 260 km väster om huvudstaden Ottawa. Boyne River ligger vid sjöarna  Cooper Lake och Lake of Bays.
I omgivningarna runt Boyne River växer i huvudsak blandskog. Runt Boyne River är det mycket glesbefolkat, med 4 invånare per kvadratkilometer.